# Des Corcoran

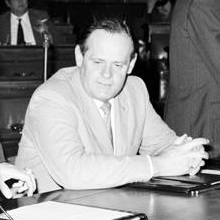
Des Corcoran (1971)

Hon. James Desmond „Des“ Corcoran, AO (* 8. November 1928 in Millicent, South Australia; † 3. Januar 2004 in Adelaide, South Australia) war ein australischer Politiker der Australian Labor Party (ALP), der unter anderem von 1962 bis 1982 Mitglied des South Australian House of Assembly war, zahlreiche Ministerämter in verschiedenen Regierungen von South Australia bekleidete sowie 1979 für 215 Tage Premierminister von South Australia war.

## Leben

### Offizier, Abgeordneter, stellvertretender Premier und Minister
James Desmond „Des“ Corcoran war der Sohn von Jim Corcoran (1885–1965), der ebenfalls Mitglied des South Australian House of Assembly war, und dessen Ehefrau Catherine Corcoran. 1941 trat er als 15-Jähriger der Australian Labor Party (ALP) als Mitglied bei und trat nach dem Schulabschluss trat er in die Australian Army ein. Er diente in Korea, Japan und British Malaya und stieg bis zum Rang eines Hauptmanns auf, ehe er 1961 aus dem aktiven Militärdienst ausschied.
Nachdem sein Vater nicht wieder für die Legislativversammlung kandidierte, wurde er für die Labour Party am 3. März 1962 im Wahlkreis Millicent erstmals zum Mitglied des South Australian House of Assembly und vertrat diesen Wahlkreis bis zum 11. Juli 1975, woraufhin Murray Vandepeer diesen Wahlkreis übernahm. Er war zwischen dem 25. März und dem 11. November 1965 Mitglied des Parlamentarischen Ausschusses für Landbesiedlung und wurde am 11. November 1965 in die Regierung von Premierminister Frank Walsh berufen. In dieser war er bis zum 31. Mai 1967 Minister für Ländereien (Minister of Lands), Minister für Bewässerung (Minister of Irrigation) sowie Minister für Rückführungen (Minister of Repatriation). In der darauf folgenden Regierung von Premierminister Don Dunstan fungierte er vom 1. Juni 1967	bis zum 16. April 1968 erneut als Minister für Ländereien, Minister für Bewässerung, zwischen dem 1. Juni und dem 26. März 1968 zunächst als Einwanderungsminister (Minister of Immigration) beziehungsweise anschließend vom 26. März bis zum 16. April 1968 zusätzlich als stellvertretender Premierminister (Deputy Premier) und als Minister für Einwanderung und Tourismus (Minister of Immigration and Tourism). Unter dem Parteivorsitzenden Don Dunstan wurde er zudem am 1. Juni 1967 als Nachfolger von Cyril Hutchens stellvertretender Vorsitzender der South Australian Labor Party und hatte diese Funktion bis zum 15. Februar 1979 inne, woraufhin Hugh Hudson diese übernahm.
Nach der Niederlage der Labour Party bei den Wahlen am 2. März 1968 war Corcoran unter Dunstan zwischen dem 17. Apr 1968 und dem 2. Juni 1970 stellvertretender Oppositionsführer. Der Sieg der Labour-Partei bei den Wahlen am 30. Mai 1970 führte dazu, dass er in die zweite Regierung von Premierminister Dunstan berufen wurde. In dieser bekleidete er vom 2. Juni 1970 bis zum 15. März 1979 durchgehend die Ämter als stellvertretender Premierminister, als Minister für öffentliche Arbeiten (Minister of Works) sowie als Marineminister (Minister of Marine). Bei den Wahlen vom 12. Juli 1975 wurde er als Nachfolger seines Parteifreundes Len King im Wahlkreis Coles erneut zum Mitglied der Legislativversammlung gewählt und vertrat diesen Wahlkreis bis zu den Wahlen am 17. September 1977, woraufhin Jennifer Cashmore von der Liberal Party of Australia diesen Wahlkreis übernahm. Er selbst wiederum wurde bei den Wahlen am 17. September 1977 im neu geschaffenen Wahlkreis Hartley wieder zum Mitglied des South Australian House of Assembly und gehörte dieser bis zum 5. November 1982 an, woraufhin sein Parteifreund Terry Groom diesen Wahlkreis bei den Wahlen am 6. November 1982 gewann.

### Premierminister, Parteivorsitzender und Oppositionsführer

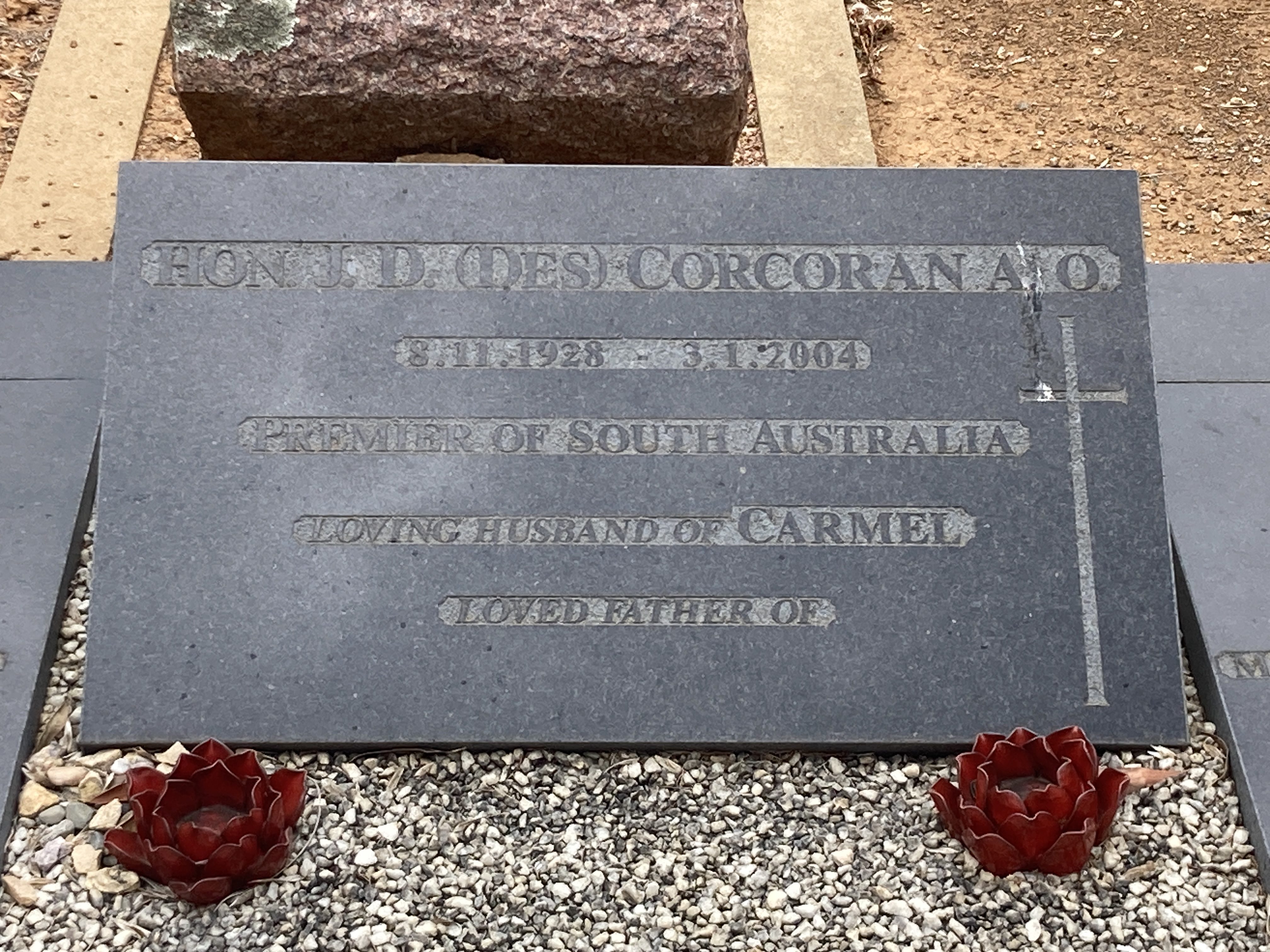
Grabstätte von Des Corcoran auf dem North Brighton Cemetery.

Nach dem plötzlichen Rücktritt von Premierminister Dunstan am 15. Februar 1979 wurde Des Corcoran zum Vorsitzenden der South Australian Labor Party sowie von der ALP-Fraktion zum Premierminister von South Australia gewählt. Zugleich übernahm er in seinem Kabinett vom 15. Februar bis zum 18. September 1979 den Posten als Schatzminister (Treasurer), zwischen dem 15. Februar und dem 15. März 1979 als Minister für Einwanderung und ethnische Angelegenheiten (Minister of Immigration and Ethnic Affairs) beziehungsweise vom 15. März bis zum 18. September 1979 als Minister für ethnische Angelegenheiten. Als Premierminister zeigte Corcoran einen vorsichtigeren, weniger extravaganten Stil als Dunstan, schien aber das Vertrauen der südaustralischen Öffentlichkeit zu gewinnen. Die Meinungsumfragen waren Mitte 1979 so gut, dass er beschloss, vorgezogene Neuwahlen auszurufen, vielleicht um ein formelles Mandat für sein Amt als Premierminister zu erhalten. Der Wahlkampf im Vorfeld der Wahlen im September 1979 verlief für Corcoran jedoch katastrophal, da Unternehmensgruppen und die Lokalzeitung The News fest auf der Seite der Liberalen Partei unter dem Vorsitz von Oppositionsführer David Tonkin standen. Bei der Wahl, die am 15. September 1979 stattfand, erlitt Labour eine deutliche Niederlage mit einem Vorsprung von 11 Prozent zugunsten der Liberalen, die 24 der 47 Sitze in der Legislativversammlung gewannen, während Labour sieben ihrer bisher 27 Sitze einbüßte.
Corcoran verblieb nach der Wahlniederlage vom 18. September bis zum 2. Oktober 1979 noch Vorsitzender der South Australian Labor Party und war zugleich noch Oppositionsführer, ehe diese Funktionen von John Bannon übernommen wurden. Am 14. Dezember 1979 wurde ihm der Höflichkeitstitel The Honourable verliehen. In Anerkennung seiner Verdienste um Politik und Regierung wurde er am 26. Januar 1982 zum Officer des Order of Australia (AO) ernannt. Am 5. November 1982 schied er nach mehr als 20-jähriger Mitgliedschaft aus dem South Australian House of Assembly.
Im Anschluss engagierte er sich im Windhundrennen und fungierte zwischen 1982 und 1995 als Mitglied des South Australia Totalisator Board sowie zugleich von 1983 bis 1995 als Vorsitzender des South Australia Greyhound Racing Board. Für seine Verdienste wurde ihm am 1. Januar 2001 anlässlich des 100-jährigen Bestehens des Australischen Bundes die Centenary Medal verliehen. Aus seiner 1957 geschlossenen Ehe mit Carmel Mary Campbell gingen vier Söhne und vier Töchter hervor.

## Hintergrundliteratur
- Parliament of South Australia: Statistical Record of the Legislature 1836–2007 (Memento vom 11. März 2019 im Internet Archive)
- Robert Martin: Responsible Government in South Australia, Band 2, Wakefield Press, 2009, ISBN 978-1-8625-4-8442, S. 83 f. (Onlineversion (Auszug))